# HD 222399
HD 222399，又名BD+36 5098，SAO 73422、HR 8973，是一颗恒星，视星等为6.53，位于銀經107.64，銀緯-23.09，其B1900.0坐标为赤經23h 35m 5.4s，赤緯+37° -23.09′ 3″。